# Emirates Mars Mission
Emirates Mars Mission The Emirates Mars Mission (arabsky:مشروع الإمارات لاستكشاف المريخ) je projekt Vesmírné agentury Spojených arabských emirátů. Během mise byla k Marsu dopravena sonda Hope (Al-Amal), která zkoumá atmosféru a povrch Marsu. Energii sondě dodávají solární panely, které nabíjí baterie výkonem 600 wattů. Na sondě se nachází anténa o průměru 1,85 metrů, která slouží ke komunikaci s pozemskou kontrolou a řídícím střediskem. Sonda včetně paliva váží 1350 kilogramů. Mise trvá 1 marsovský rok, což jsou přibližně dva pozemské roky.

## Technologie
Na sondě se nachází tři hlavní senzory:
Infračervený senzor Emirates Mars
- Zkoumá spodní atmosféru Marsu
- Měří množství prachu, ledových mraků a vodních par
- Zkoumá globální cirkulaci vody a par na Marsu

Kamera Emirates (EXI)
- Přístroj byl vyvinutý v laboratořích LASP a MBRSC
- Pořizuje 12megapixelové snímky povrchu Marsu
- Snímač: 12 megapixel, 12bitový, černobílý, poměr stran 4:3

Ultrafialový spektrometr Emirates Mars
- Detekuje ultrafialové vlnové délky
- Zkoumá atmosféru ve výšce 100–200 km nad povrchem
- Hledá stopy po prvcích, které tvoří organické sloučeniny

## Průběh mise

### Start
Start rakety H2A202, která nesla sondu Hope se odehrál 20. července 2020 v kosmodromu Tanegašima, který spravuje Japonská kosmická společnost JAXA. Tato raketa má nosnost až 4 tuny.

### Pozemní kontrola
Pozemní kontrolu mise zajišťuje Deep Space Network, kterou provozuje NASA. Navigaci zajišťuje KinetX se sídlem v Arizoně. Toto centrum zajišťuje kontrolu pozice a snaží se zabránit kolizím s ostatními objekty na oběžné dráze Marsu. Centrum, odkud jsou všechny operace řízeny z vesmírného střediska Mohammeda Bin Rashida v Dubaji. Mission Support Facility se nachází v LASP na univerzitě v Coloradu. Toto centrum je přímo spojeno s centrem Mohammeda Bin Rashida. V Dubaji se nachází i úložiště všech vědeckých dat z mise.

### Oběžná dráha
Dne 9. února 2021 doletěla sonda Hope (Al-Amal) k Marsu. Poté zpomalila z 121 tisíc km/h na 18 tisíc km/h a začala upravovat svou oběžnou dráhu okolo Marsu do tvaru apsidy
s nejnižší výškou (perierea) 20 000 km a nejvyšší (apoarea) 43 000 km a sklonem cca 25°. Zde má strávit jeden marsovský rok, který trvá asi 687 dní.

## Cíle
Hlavním cílem mise je zjistit, zda je Marsovské počasí a vlastnosti jeho atmosféry vhodné pro dlouhodobý pobyt člověka. Spojené arabské emiráty se tím snaží přispět ke světovému úsilí zajistit všechna potřebná data o Marsu a vyzkoušet technologie nutné k pobytu na Marsu.